# Lucerna (ort)
Lucerna är en ort i Honduras.   Den ligger i departementet Departamento de Ocotepeque, i den västra delen av landet, 190 km väster om huvudstaden Tegucigalpa. Lucerna ligger 842 meter över havet och antalet invånare är 1 452.
Terrängen runt Lucerna är huvudsakligen kuperad. Lucerna ligger nere i en dal. Runt Lucerna är det ganska tätbefolkat, med 80 invånare per kvadratkilometer. Närmaste större samhälle är Corquín, 7,4 km öster om Lucerna. Omgivningarna runt Lucerna är en mosaik av jordbruksmark och naturlig växtlighet.